# Tøjramme
Ordet tøjramme bruges af træsmede og betegner et værktøjsskab, der kan være enten åbent eller lukket med en låge. Er det et lukket skab kan der være anbragt forskelligt værktøj i lågen.

## Ekstern Henvisning
- Træsmedens Håndværktøj Arkiveret 16. september 2008 hos  Wayback Machine